# Yūgo Ishikawa
Yūgo Ishikawa (石川優吾?, Yūgo Ishikawa; Shijōnawate, 9 febbraio 1960) è un fumettista giapponese.
Debuttò nel 1982 sulla rivista Weekly Young Jump con Kakumei Route 163.
È famoso soprattutto per i manga Fighting Beauty Wulong e Yoiko, divenuti anche degli anime.

## Opere
- Tanki (童乱＜タンキー＞?)
- Orei wa Mite no Okaeri (お礼は見てのお帰り?)
- Yoiko (よいこ?)
- Fighting Beauty Wulong (格闘美神 武龍?)
- Do! Rill!! (どりる?)
- Soda-mura no Sonchō-san (ソーダ村の村長さん?)
- Kappa no Kaikata (カッパの飼い方?)
- Sprite (スプライト?)
- Wonderland (ワンダーランド)